# The Quarry (Computerspiel)
The Quarry ist ein Survival-Horror-Videospiel von Supermassive Games, das im Juni 2022 durch 2K Games für die Plattformen Windows, PlayStation 4, PlayStation 5, Xbox One and Xbox Series veröffentlicht wurde.
The Quarry gilt als inoffizieller Nachfolger von Until Dawn, das ebenfalls als Interaktiver Film konzipiert wurde.

## Gameplay
Im Spiel übernimmt der Spieler die Kontrolle über neun verschiedene Teenager, die eine Nacht im Hackett’s Quarry überleben müssen. Gesteuert werden die Charaktere aus der Third-Person-Perspektive. Der Spieler muss verschiedene Entscheidungen treffen, die die Charakterentwicklung, die Handlung und die Beziehungen zwischen verschiedenen Charakteren verändern können. Alle neun spielbaren Charaktere können am Ende des Spiels auf 10–12 verschiedene Möglichkeiten sterben. Ein Spieldurchlauf dauert zwischen 7 und 10 Stunden. Sobald der Spieler seinen ersten Durchlauf des Spiels abgeschlossen hat, schaltet er „Death Rewind“ frei, wodurch er den Tod von drei Charakteren in jedem weiteren Durchlauf rückgängig machen kann.
Spieler können bestimmte Gameplay-Elemente wie Tastendrücken, Quick-Time-Events und Zielen und Schießen deaktivieren. Das Spiel bietet neben einem Singleplayer-Modus auch zwei Mehrspielermodi an. Während bei einem mehrere Spieler abwechselnd verschiedene Charaktere steuern, stimmen im anderen Multiplayermodus die teilnehmenden Spieler über die zu treffenden Entscheidungen ab. Spieler können an den Abstimmungen teilnehmen, auch wenn sie nur die Demoversion von The Quarry heruntergeladen haben.
Während der inoffizielle Vorgänger Until Dawn eigentlich als Einzelspieler-Spiel konzipiert war, stellte das Entwicklerteam fest, dass die Konsumenten Until Dawn gerne in kleinen Gruppen spielten und Anderen beim Spielen des Spiels zugeschaut wird. Daher führte Supermassive Games bei The Quarry einen Filmmodus ein, bei dem der Spieler die Persönlichkeitsmerkmale verschiedener Charaktere festlegt und dann die Handlung als Film abgespielt wird. Bei der Entwicklung wurde der Fokus auch auf die Zugänglichkeit gelegt, um auch Gelegenheitsspieler bzw. ein breiteres Publikum anzusprechen. Im Vergleich zu The Dark Pictures Anthology liegt der Fokus bei The Quarry weniger auf dem Gameplay.
Aufgrund der verzweigten Handlung des Spiels und den unterschiedlichen Spielausgängen wird am Ende eines Spieldurchganges das Schicksal jeden Charakters durch Sammelkarten zusammengefasst.

## Handlung
Im Juni 2021 fahren die Teenager Laura und Max mit dem Auto in das Ferienlager Hackett’s Quarry, in dem sie als Teil eines Betreuerteams für Kinder agieren sollen. Sie verfahren sich in der Nacht allerdings und stoßen auf der Straße auf ein Lebewesen, dem sie ausweichen müssen, und kommen erst im Gebüsch zum Stehen. Da sie erst nach einiger Zeit den Motor wieder starten können, kommt ein Sheriff auf sie zu und rät den beiden nachdrücklich, in dieser Nacht nicht mehr ins Lager, sondern in ein Motel zu fahren. Obwohl sie sich verfahren haben, gelingt es Laura, herauszubekommen, wo sich das Sommercamp befindet. Statt ins Motel, fahren sie ins Lager. Dort wird Max von einem tierähnlichen Wesen angegriffen, Laura durch den Sheriff betäubt und beide schließlich von diesem entführt.
Die Handlung setzt zwei Monate später nach Beendigung des Ferienlagers wieder ein. Nachdem die Kinder das Lager verlassen haben, möchten sich auch die sieben anderen Teenager, die die Kinder betreut haben, auf den Weg machen. Da sich der Junge Jacob in seine Sommerbekanntschaft Emma verliebt hat, manipuliert er insgeheim den Wagen, mit dem die anderen das Camp verlassen sollen, und sorgt dafür, dass die Teenager die Nacht dort noch verbringen müssen. Der Leiter des Camps, Chris Hackett, ist erzürnt über die Situation und mahnt die Gruppe, sich für die Nacht im Hauptgebäude einzusperren. Er selbst verlässt das Gelände mit einem zweiten Auto allein. Die Gruppe entscheidet sich, Hacketts Mahnung zu ignorieren und eine letzte Sommernacht gemeinsam im Freien zu verbringen, und organisiert ein Lagerfeuer am See. Dabei werden sie von zwei Jägern verfolgt.
Im Laufe des Abends beginnt die Gruppe das Spiel Wahrheit oder Pflicht, bei dem Emma vor den Augen Jacobs einen langen Kuss mit Nick, in den das Mädchen Abigail (genannt „Abi“) verliebt ist, provoziert. Sowohl Abi als auch Jacob sind von der Situation enttäuscht und laufen davon, die anderen beiden folgen ihnen. Nachdem Nick Abi wiedergefunden hat, wird dieser von einer Bestie angegriffen und gebissen; auch Abi wird verfolgt, die jedoch zum Lagerfeuer zurückkehren und um Hilfe rufen kann. So läuft der Junge Ryan zu Nick, der schwer verletzt von einem der Jäger weggezerrt wird. Nick beißt den Jäger in zwei Finger, der schließlich von ihm ablässt und sich die beiden Finger mit einem Revolver abschießt. Die beiden Jungen kehren zu der Gruppe zurück, auch Jacob, der von Emma gefunden wurde und diese an einer anderen Stelle des Sees zurückgelassen hat, macht sich auf den Rückweg.
Ab diesem Zeitpunkt kann sich die Situation je nach Entscheidung des Spielers individuell verändern und er kann über seine Handlungen entscheiden, wer am Ende der Nacht überlebt.

## Entwicklung
| Rolle                    | Darsteller und englischer Sprecher | Deutscher Sprecher     |
| ------------------------ | ---------------------------------- | ---------------------- |
| Chris Hackett            | David Arquette                     | Erik Schäffler         |
| Travis Hackett           | Ted Raimi                          | Achim Barrenstein      |
| Ryan Erzahler            | Justice Smith                      |                        |
| Dylan Lenivy             | Miles Robbins                      | Julian Bayer           |
| Laura Kearney            | Siobhan Williams                   |                        |
| Abigail "Abi" Blyg       | Ariel Winter                       | Anna Ewelina           |
| Kaitlyn Ka               | Brenda Song                        |                        |
| Jacob Custos             | Zach Tinker                        | Patrick Keller         |
| Nicholas "Nick" Furcillo | Evan Evagora                       | Yannick Forstenhäusler |
| Max Brinly               | Skyler Gisondo                     |                        |
| Emma Mountebank          | Halston Sage                       |                        |
| Bobby Hackett            | Ethan Suplee                       | Thomas Dehler          |
| Jedediah Hackett         | Lance Henriksen                    | Gordon Piedesack       |
| Constance Hackett        | Lin Shaye                          | Sibylle Nicolai        |
| Eliza Vorez              | Grace Zabriskie                    |                        |

The Quarry ist von Slasher- und Monsterfilmen inspiriert und orientiert sich mehr an etablierten Horrorfilmen als die ebenfalls von Supermassive Games entwickelte The Dark Pictures Anthology. Creative Director Will Byles gab an, dass, obwohl das Spiel in der Neuzeit angesiedelt ist, „das Setting und die Charaktere ein 80er-Jahre-Feeling“ haben, und nannte Filme wie Blutiger Sommer – Das Camp des Grauens und Freitag der 13. – Jason kehrt zurück als Hauptinspirationsquellen. Auch sei das Entwicklerteam von Filmen wie The Hills Have Eyes – Hügel der blutigen Augen, The Texas Chainsaw Massacre und Beim Sterben ist jeder der Erste beeinflusst. Supermassive wurde auch von Tanz der Teufel (und seinen Nachfolgern) und Das Ding aus einer anderen Welt inspiriert. Um die Gefühle eines klassischen Horrorfilms einzufangen, rekrutierte Supermassive eine große Besetzung von Schauspielern aus dem Horror-Genre und arbeitete für das Motion Capture mit der in Los Angeles ansässigen Produktionsfirma Digital Domain zusammen. Zum Ensemble des Spiels gehören David Arquette, Siobhan Williams, Lin Shaye, Lance Henriksen, Grace Zabriskie, Ted Raimi, Ariel Winter, Ethan Suplee, Miles Robbins, Halston Sage, Zach Tinker, Brenda Song, Skyler Gisondo, Evan Evagora und Justice Smith. The Quarry sei zwar eine Hommage an verschiedene Horrorfilme, aber das Entwicklerteam hat laut eigenen Angaben aus seiner Erfahrung bei der Herstellung von Until Dawn gelernt, dass das Erzeugen eines Spannungsbogens mehr Spannung erzeugt, als eine Aneinanderreihung von Jump-Scare-Szenen. Laut Will Byles hat das Team mehr als 1000 Seiten für das Drehbuch des Spiels geschrieben; das Spiel verfügt über insgesamt 186 verschiedene Endungen.
Publisher 2K Games und Supermassive haben das Spiel am 18. März 2022 offiziell vorgestellt. Spieler, die die Deluxe-Version des Spiels gekauft haben, können im Filmmodus eine „Gorefest“-Option freischalten, die im Vergleich zum normalen Filmmodus brutalere Bilder bietet. Der Deluxe Modus enthält zusätzliche Charakter-Outfits, sofortigen Zugriff auf die Death-Rewind-Funktion und die Möglichkeit – mit drei visuellen Filtern, die von Horrorfilmen aus verschiedenen Filmepochen und Stilen inspiriert sind – die Ästhetik des Spiels ändern zu können.

## Rezeption
The Quarry erhielt „allgemein positive Bewertungen“ der Computerspielpresse. Metacritic aggregierte eine Punktzahl von 79 aus 100 für die PC-Version, auf Basis von mehr als 80 Kritikerbewertungen. Die Version für Xbox Series schnitt mit 78 Punkten ähnlich ab, die PlayStation-5-Fassung mit 74 etwas schlechter.
Destructoid stellte fest, dass The Quarry erfolgreich wiederhole, was seine Vorgänger einzigartig machte, und lobte seine Fähigkeit, „zwischen Spannung, Drama und Leichtigkeit zu schwanken“, während: „Diese Spiele am besten sind, wenn sie den klassischen Horror nutzen und gleichzeitig einige moderne Akzente, Meta-Momente und gut getimte Lacher einbauen...“ Game Informer beklagte die eingeschränkte Handlungsfreiheit des Spielers, lobte aber die Qualität der "fesselnden" Entscheidungen und der fesselnden Erzählung. Game Revolution lobte die Charakterentwicklung, die grafische Qualität, den Filmmodus und die verzweigte Erzählweise des Titels, fand aber, dass der Erkundungsmodus langsam und die Kamera klaustrophobisch war. GamesRadar+ war der Meinung, dass der langsame Anfang, die häufigen Probleme mit dem Tempo und die übermäßig große Anzahl an Charakteren das Spiel behinderten, aber dass einige fesselnde Handlungspunkte, die gute Sprachausgabe und die gute Grafik diese Probleme etwas abschwächten.